# بالة

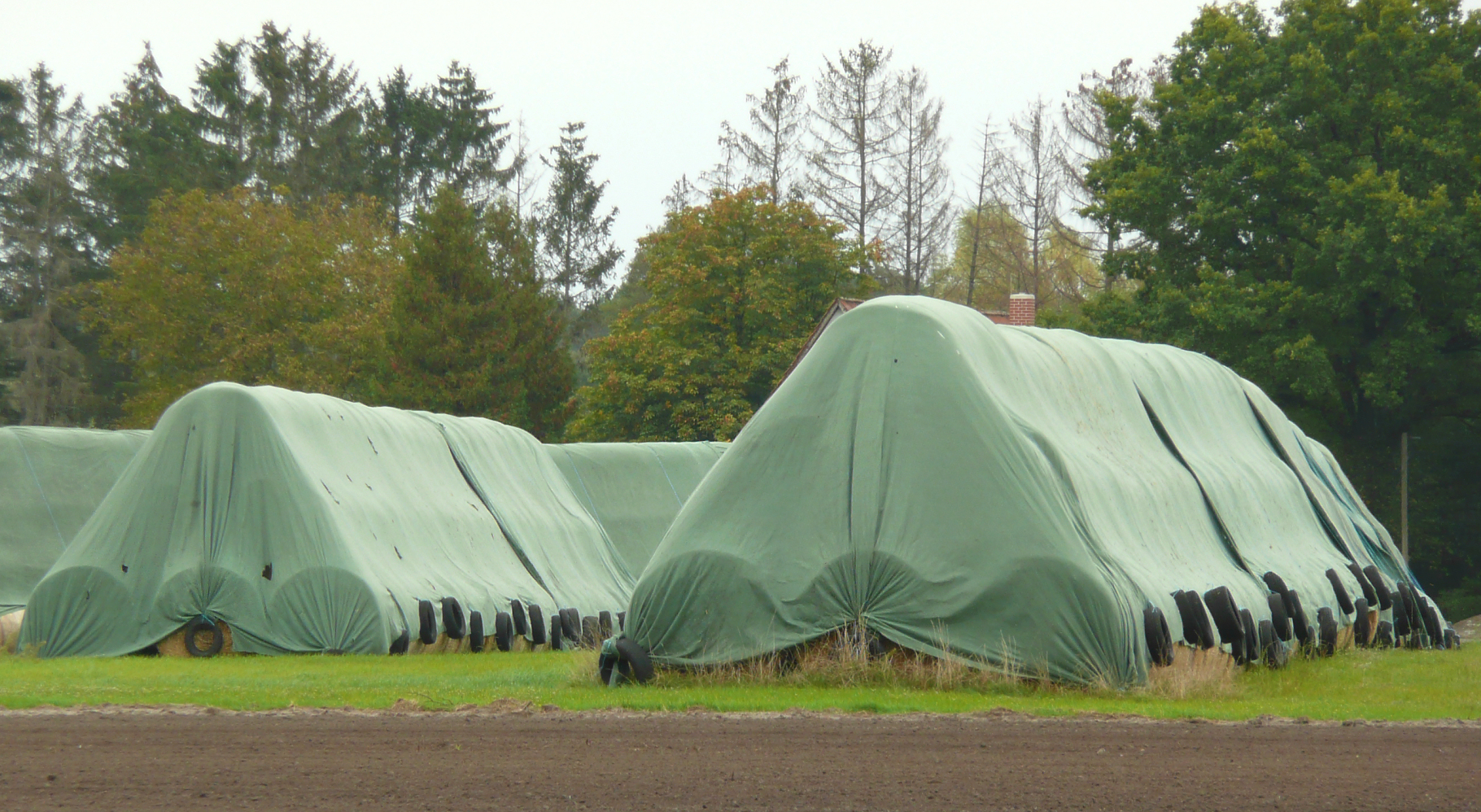
بالات القش مغطاة بالقماش المشمع

البالة أو الإبَّالة هو مصطلح من إدارة المواد أو الخدمات السَّوقية. ويشير إلى البضائع المقطوعة المعبأة أو المربوطة لتسهيل النقل وخاصة من القش.

## انظر أيضًا

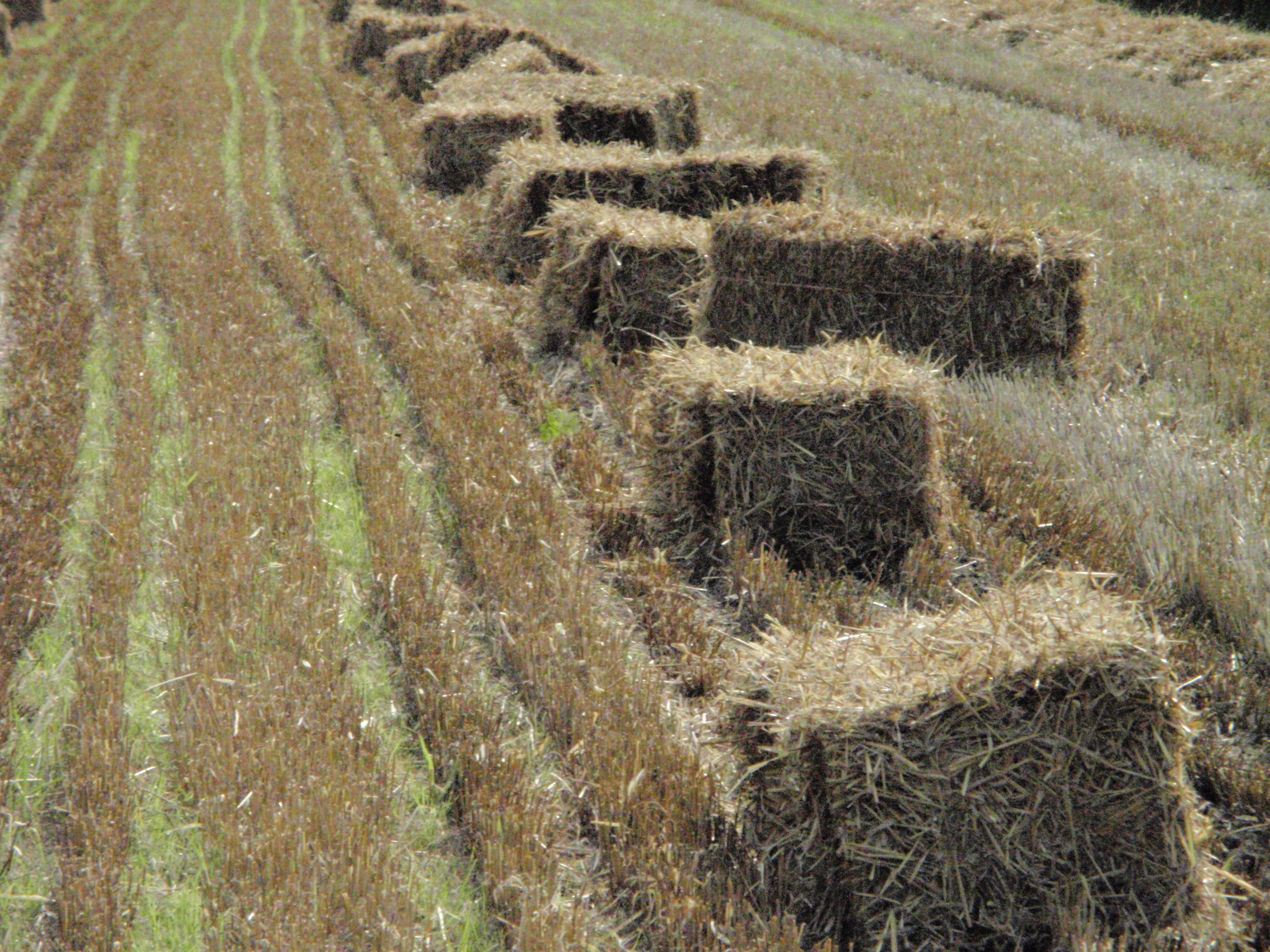
بالات مربعة من القش

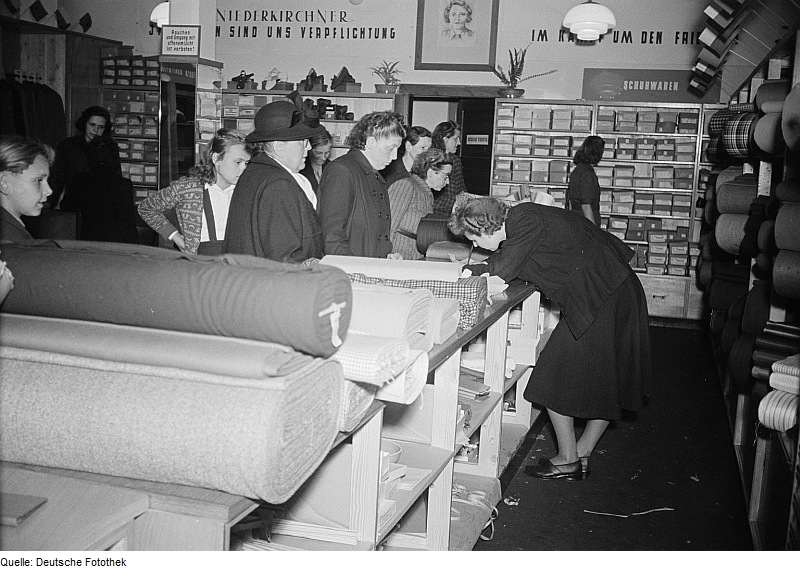
بالات من القماش للبيع عام 1952